# 真栄里 (糸満市)
真栄里（まえざと）は沖縄県糸満市の地名。郵便番号901-0362。

## 地理
糸満（南区・新川区・新屋敷区）・潮崎町
・照屋・国吉・名城・小波蔵・伊敷と隣接する。住宅はかつて通ってた路線バス（国吉線、現在はいとちゃんmini国吉線が平日朝のみ反時計左回り運行）が通る市道沿いと地区の北西部で隣の糸満南区との境界線付近のガタ原地区に集中しており、あとは畑や丘陵地帯となっている。市道沿いは古くからある集落で、真栄里綱引きなど地域の伝統行事はこちらを中心に行われている。一方、ガタ原地区は糸満南区の集落を南に延長したようなもので、糸満市街のベッドタウンである。現在もこの地域では土地区画整理事業が行われており、隣の潮崎町の相乗効果も含めさらに発展が期待されている。郵便局や図書館もこの地域に置かれている。さらに復帰後の1970年代半ばには糸満新屋敷区や照屋に隣接する沖縄県道54号線沿いに市営の真謝原団地が建設され、新たな集落が誕生した。これで当地区内にはおおまかに3つの集落に分かれており、地区活動も3ヶ所に分かれる。また小中学校の校区も元々旧高嶺村の中心だった大里にある高嶺小学校・中学校に通学しているが、字糸満とのつながりが大きい北西側のガタ原地区や潮崎町に近い真栄里団地は、潮崎町の糸満南小学校、北東側の真謝原団地は糸満小学校に通学し、中学校はともに糸満中学校に通学している。

## 歴史
1961年に当時の糸満町が現在の市域へ拡大合併するまでは高嶺村に属し、村内では最も西に位置し唯一海に面した集落だった。1970年代後半には名城との境界線に近い南西部の一角に大手電機メーカーの松下電器（現在のパナソニック）が進出し工場を建設する計画だったが、地理的条件による輸送コスト増により断念。建設予定地は沖縄県と糸満市に無償譲渡され1982年に沖縄県立南部病院や市社会福祉センターなどが設置された。南部病院は県の病院財政を見直すため、2006年に民間の医療法人・友愛会に移管し、再スタートしたものの、2020年に豊見城市の豊見城中央病院へその機能を移転した。2023年、県有地は糸満市に譲渡されることになった。

## 施設
- 糸満郵便局（1970年代末に糸満新島区の現糸満新島郵便局から移転。現在の局舎は1995年に完成）
- 糸満市立中央図書館（1997年開館、一時期公立図書館では珍しく平日は21:00まで開館していたが、現在は平日、祝祭日ともに19:00閉館に短縮）
- 糸満市社会福祉センター
- 那覇バス糸満営業所
- 沖縄戦跡国定公園
  - 白梅の塔

### かつてあった主要施設
- 沖縄県立南部病院→友愛会南部病院（2020年に豊見城市の豊見城中央病院にその機能を移転）[3]

## 交通

### 道路
- 国道331号
  - 沖縄西海岸道路糸満道路
  - 名城バイパス
- 沖縄県道54号線
- 沖縄県道250号糸満具志頭線
- 沖縄県道256号豊見城糸満線（糸満道路開通前の旧国道331号）

### 路線バス
那覇バス糸満営業所が潮崎入口近くにあり、同社の路線である446番・那覇糸満線
は同営業所を発着点としている（その他のバスは糸満町端区の糸満バスターミナルが発着点）。
当地域内に乗り入れている路線は次の3路線。
- 82番・玉泉洞糸満線（琉球バス交通）
- 107番&108番・南部循環線（琉球バス交通）
- 446番・那覇糸満線（那覇バス）[4]

当地区内には次の3ヶ所のバス停があるが（カッコ内の数字は停車する路線バスの系統番号）、2021年10月より107番・108番の南部循環線の西崎地域への乗り入れと経路変更に伴い、新たに双子橋（市道側）、親田原、稲嶺原入口、糸満高校前の4つのバス停を新設。真謝原団地近辺からは近くの「稲嶺原入口」（新屋敷区）が利用できるようになった。
- 糸満郵便局前（82・107・108・446）
- 真栄里入口（82・107・108）
- 南部病院前（82・107・108）
- 稲嶺原入口（107・108）

南部循環線（107番・108番）の停車順序
- 107番：糸満バスターミナル→（潮崎）→稲嶺原入口→（高嶺→真壁→米須→喜屋武）→南部病院前→真栄里入口→糸満郵便局前→（潮崎→潮平・西崎）→糸満バスターミナル
- 108番：糸満バスターミナル→（西崎・潮平→潮崎）→糸満郵便局前→真栄里入口→南部病院前→（喜屋武→米須→真壁→高嶺）→稲嶺原入口→（潮崎）→糸満バスターミナル

かつては当地区内の集落を85番&86番の国吉線が平日朝夕のみ乗り入れてたが、2018年に廃止されデマンドバスのいとちゃんmini国吉線（平日朝2便のみの反時計回り）に継承された。